# Alan Pérez
Pour les articles homonymes, voir Pérez.
Pérez  Lezaun est un nom espagnol. Le premier nom de famille, en général paternel, est Pérez ; le second, en général maternel, souvent omis, est Lezaun.
Alan Pérez Lezaun, né le 15 juillet 1982 à Zurukuain, est un coureur cycliste espagnol, professionnel de 2005 à 2012.

## Biographie
Membre de l'équipe amateur Orbea-Olarra Consultec en 2004, Alan Pérez remporte cette année-là une étape du Tour de Navarre. Représentant la Navarre aux championnats d'Espagne, il se classe quatrième du contre-la-montre espoirs. Avec l'équipe d'Espagne espoirs, il participe aux championnats du monde sur route à Vérone en Italie. Il y prend la 22e place du contre-la-montre des moins de 23 ans.
En 2005, son équipe devient l'équipe continentale Orbea, réserve de l'équipe ProTour Euskaltel-Euskadi. Il est recruté par cette dernière en juin 2006. En 2007, il participe à son premier grand tour, le Tour d'Espagne, aux côtés de Samuel Sánchez et Igor Antón qui finissent respectivement troisième et huitième du classement général. Il termine cette Vuelta à la 94e place.
En 2008, il prend part au Tour d'Italie. Échappé lors de la 6e étape, il est distancé par l'Italien Matteo Priamo dans les derniers mètres et prend la deuxième place. À nouveau échappé lors de la 18e étape, il se classe huitième. Il finit 72e au classement général. Il prend à nouveau part au Tour d'Espagne, où il se classe 69e.
Alan Pérez participe à son premier Tour de France en 2009. Mis hors-délais lors de la 19e étape, il ne le termine pas. Il y participe à nouveau en 2010, et figure dans une échappée lors de la première étape.

## Palmarès
- 2000
  - 2e du Tour de Pampelune
- 2001
  - 2e de l'Antzuola Saria
- 2003
  - 3e du Circuito Sollube
- 2004
  - 4e étape du Tour de Navarre
  - Circuito Sollube
  - 3e du Dorletako Ama Saria

## Résultats sur les grands tours

### Tour de France
3 participations
- 2009 : hors délais (19e étape)
- 2010 : 129e
- 2011 : 94e

### Tour d'Espagne
3 participations
- 2007 : 94e
- 2008 : 69e
- 2009 : 92e

### Tour d'Italie
1 participation 
- 2008 : 72e